# Wiesenttal
Wiesenttal er en købstad (markt) i Landkreis Forchheim i Regierungsbezirk Oberfranken i den tyske delstat Bayern, og ligger i centrum af Fränkische Schweiz.
Muggendorf og Streitberg er de ældste luftkursteder i regionen, og siden 1972 har de sammen med andre landsbyer udgjort den da dannede Markt Wiesenttal.

## Geografi
Wiesenttal ligger i dalen til floden Wiesent. Drypstenshulerne Binghöhle
ligger i kommunen.
Nabokommuner er (med uret fra nord): Aufseß, Waischenfeld, Gößweinstein, Ebermannstadt, Unterleinleiter, Heiligenstadt in Oberfranken

### Bydele, landsbyer og bebyggelser
- Albertshof
- Birkenreuth
- Doos
- Draisendorf
- Engelhardsberg
- Gößmannsberg
- Haag
- Kuchenmühle
- Muggendorf
- Neudorf
- Niederfellendorf
- Oberfellendorf
- Rauhenberg
- Schottersmühle
- Störnhof
- Streitberg
- Trainmeusel
- Voigendorf
- Wartleiten
- Wohlmannsgesees
- Wöhr
- Wüstenstein